# Rodéo du camion
Le Rodéo du camion est un événement annuel organisé à Notre-Dame-du-Nord, un petit village situé dans la MRC du Témiscamingue, au Québec.

## Historique
Le Rodéo du camion a vu le jour en 1981, comme une activité secondaire lors d’un tournoi de pêche local. Rapidement, il a pris de l'ampleur grâce à l’introduction des compétitions de tires de camions lourds en 1986, une discipline unique où des camions, souvent chargés, tentent de gravir une pente inclinée de 12 % sur 213 mètres. Ce défi met en avant la puissance des camions et la maîtrise des conducteurs.
Le Rodéo du Camion est un événement qui célèbre la culture du camionnage, les sports mécaniques et la fierté communautaire. Cet événement attire chaque année plus de 90 000 visiteurs, en faisant l'un des plus grands rassemblements de camionneurs en Amérique du Nord.
En 1987, le festival a adopté sa mascotte officielle, El Rodéo, qui est devenue un symbole instantanément reconnaissable de l’événement. Au fil des années, des activités comme le Show & Shine, un marché aux puces, des spectacles musicaux et une parade de camions ont enrichi le programme.
En 1996, pour sa 15ème édition, l’événement avait déjà attiré 35 000 visiteurs et près de 650 camions, consolidant ainsi son statut de festival incontournable. Aujourd’hui, le Rodéo du Camion est reconnu au niveau international, attirant des passionnés de camionnage et des curieux du monde entier, principalement des États-Unis et du Canada.

## Activités principales
- Tirs de camions lourds : L'épreuve signature du festival où des camions tentent de gravir une pente inclinée, mettant en lumière la puissance des véhicules et l'habileté des conducteurs[5].
- Show & Shine : Une compétition d’esthétique où des camions personnalisés rivalisent pour impressionner le public avec leurs designs uniques.
- Courses de camions : Des compétitions mettant à l'épreuve la maniabilité et la vitesse des camions lourds.
- Parade de camions : Plus de 300 camions décorés défilent dans une parade festive, illustrant la créativité et la passion des camionneurs.
- Spectacles musicaux : Des concerts en plein air couvrant une grande variété de genres musicaux, du country au rock[6], avec des artistes locaux et internationaux.
- Marché public et stands d’exposants : Un espace interactif où les visiteurs découvrent des produits artisanaux, des accessoires pour camions et des innovations technologiques.
- Tombolas : Des tirages offrant des prix prestigieux comme des camions, des maisons et des sommes d’argent importantes[7].
- Activités familiales : Des zones de jeux et des animations pour enfants, rendant l'événement accessible à toute la famille.
- Messe et bénédiction des camions : Une cérémonie religieuse pour bénir les camions et leurs conducteurs, soulignant l’importance spirituelle et communautaire de l’événement.

## Impact économique et social
Le Rodéo du Camion génère des retombées économiques annuelles estimées à 8,5 millions de dollars, bénéficiant à l’ensemble de la MRC du Témiscamingue en stimulant les commerces locaux, les restaurants et les hébergements. Cet impact économique est particulièrement visible pendant la durée du festival, attirant des visiteurs de toutes parts qui soutiennent l'économie locale par leurs dépenses.
Sur le plan social, l'événement est un véritable moteur de solidarité et de cohésion communautaire. Organisé en grande partie par des bénévoles, le festival est un exemple de collaboration locale. Il joue également un rôle clé dans la valorisation du patrimoine culturel et de l'expertise des camionneurs, tout en renforçant les liens entre les participants et les habitants de la région.
L’événement bénéficie d’une couverture médiatique importante, avec des reportages diffusés au Canada et aux États-Unis, ainsi que des émissions spécialisées telles que "Mega Speed" et "Truck Non Stop" qui ont largement contribué à sa reconnaissance internationale.

## Adaptation et innovation
En 2024, l'édition du Rodéo du Camion à Notre-Dame-du-Nord a été annulée en raison de problèmes logistiques et de sécurité. Cependant, une édition spéciale est prévue pour 2025 à Mattawa, Ontario, où un nouveau site proposera une pente de 7 % pour les tirs de camions, offrant ainsi une expérience inédite pour les participants et spectateurs.
Par ailleurs, un événement alternatif, le Rodéo du Camion du Témiscamingue, a été introduit à Lorrainville, à proximité. Ce nouveau format met davantage l'accent sur des activités familiales et intègre des initiatives écoresponsables pour réduire l’empreinte écologique du festival, alignant ainsi l’événement avec des préoccupations environnementales croissantes.
Des efforts sont également déployés pour moderniser les infrastructures et garantir que l’événement reste sécurisé et inclusif, tout en augmentant sa portée à l'international.

## Reconnaissance et légende locale
Le Rodéo du Camion n’est pas seulement un festival, mais bien un symbole de la passion des camionneurs et de la fierté régionale. Il offre une plateforme unique pour mettre en valeur les talents et les innovations liés au transport routier. Chaque année, des milliers de participants consacrent des mois à la préparation de leurs camions, en particulier pour les compétitions et les parades, illustrant leur dévouement et leur amour pour leur métier.
Les visiteurs, pour leur part, viennent non seulement admirer les véhicules et les compétitions, mais aussi vivre l'atmosphère unique du festival, un lieu où se mêlent sport, culture et tradition.
Le Rodéo du Camion est donc bien plus qu’un événement de compétition ; c’est une véritable célébration de la communauté, des métiers du camionnage et de l’esprit festif qui anime la région du Témiscamingue.